# Kartsachisjön
Kartsachisjön (georgiska: კარწახის ტბა, Kartsachis tba) är en sjö i Georgien, på gränsen till Turkiet. Den är belägen i regionen Samtsche-Dzjavachetien, i den södra delen av landet, 150 km väster om huvudstaden Tbilisi. Kartsachisjön befinner sig 1 798 meter över havet. Arean är 25,1 kvadratkilometer. Trakten runt Kartsachisjön består till största delen av jordbruksmark. Den sträcker sig 5,5 kilometer i nord-sydlig riktning, och 7,3 kilometer i öst-västlig riktning.
Inlandsklimat råder i trakten. Årsmedeltemperaturen i trakten är 5 °C. Den varmaste månaden är augusti, då medeltemperaturen är 18 °C, och den kallaste är januari, med −14 °C. Genomsnittlig årsnederbörd är 1 068 millimeter. Den regnigaste månaden är maj, med i genomsnitt 143 mm nederbörd, och den torraste är februari, med 44 mm nederbörd.